# Бірюзовий колір

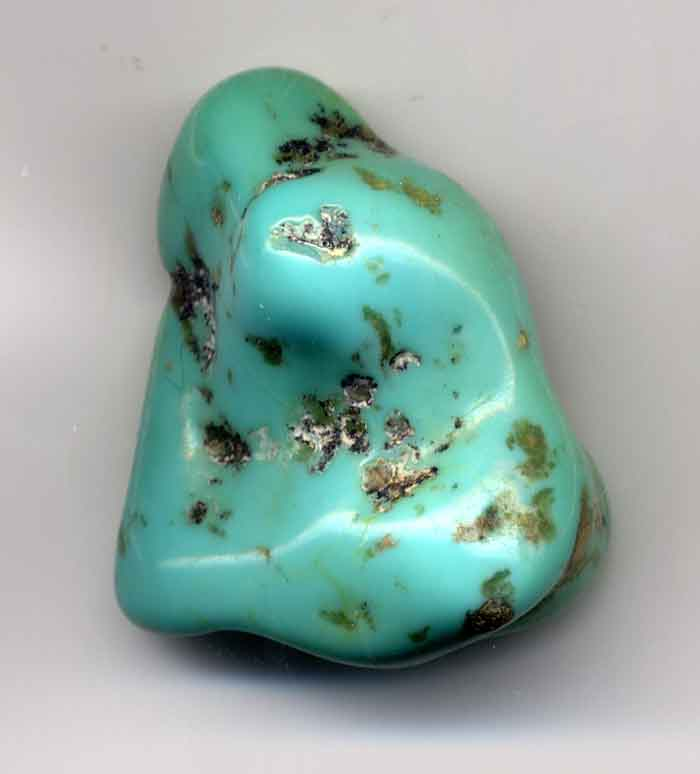
Шматочок бірюзи

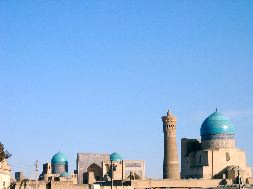
Купола мечетей бірюзового кольору в Бухарі. Узбекистан

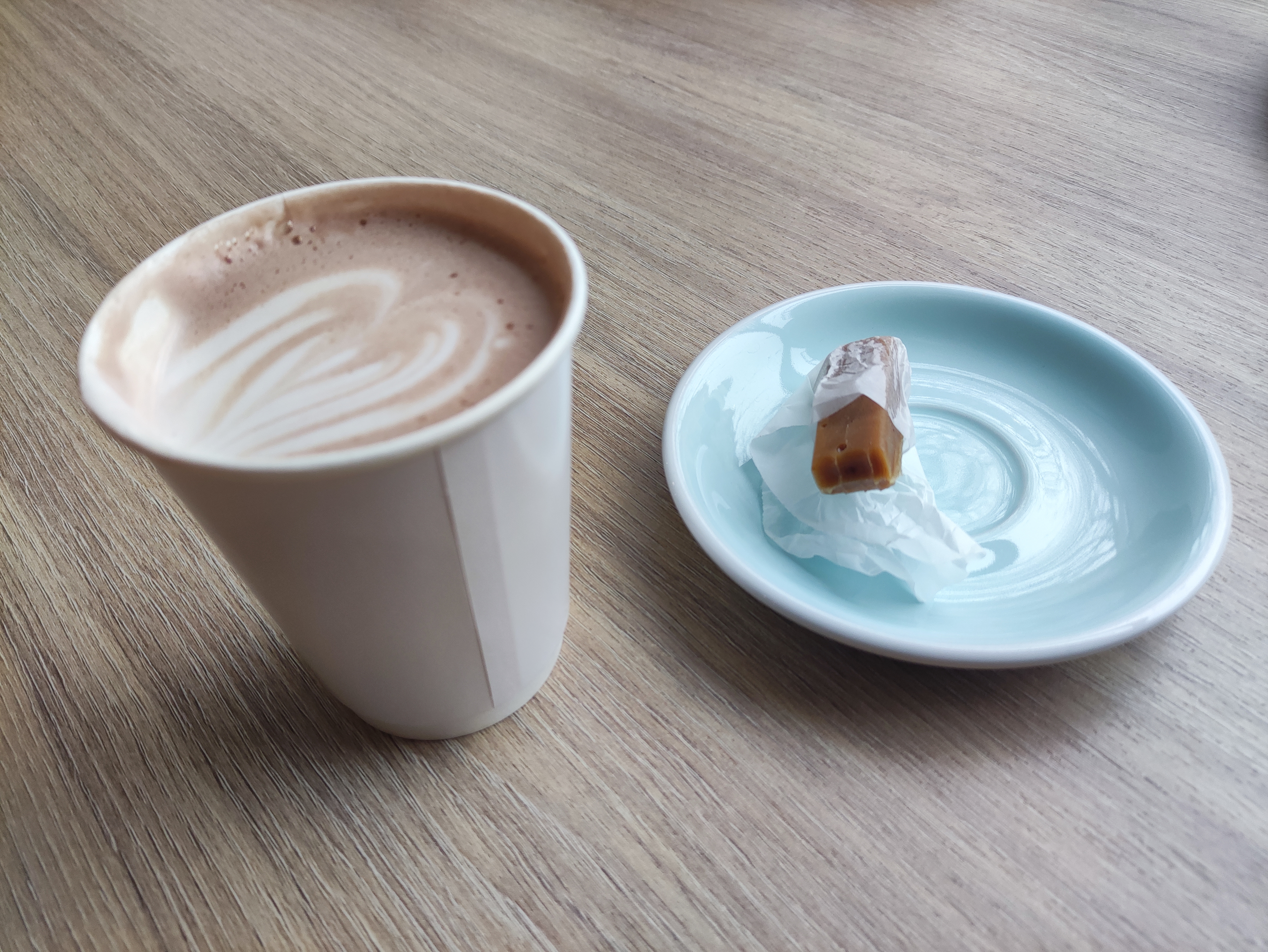
Паперовий стакан із надпитим какао і порцелянове блюдце світло-лазурного кольору із надкушеною ірискою в паперовій обгортці

Бірюзо́вий, пірузо́вий або туркезо́вий колір — колір від яскраво-зеленого з блакиттю до блакитного, близький до ціану. Характерний колір мінералів бірюзи і хризоколи. Ім'я бірюзовий має пряме походження від мінералу з такою назвою.
Бірюзовий колір використовувався багатьма культурами Старого та Нового світу, і вважався благородним кольором, через повір'я у те, що мінерал бірюзи розглядався, як священний камінь. Найстарішими прикладами фарбування предметів бірюзовим кольором є поховання Давньоєгипетської цивілізації, датованих приблизно 3 000 до н. е., коли труни померлих зсередини прикрашалися у такій колір.